# Монобактами

Структурна формула азтреонаму, першого представника монобактамів

Монобактами — група β-лактамних антибіотиків, в основі яких лежить моноциклічне β-лактамне кільце.

## Механізм дії
Монобактами діють бактерицидно, як і інші β-лактамні антибіотики. Механізм дії полягає у порушенні синтезу клітинної стінки бактерій. Особливістю дії монобактамів є їх висока стійкість до β-лактамаз грамнегативних бактерій, але монобактами руйнуються β-лактамазами грампозитивних бактерій. Монобактами мають постантибіотичний ефект та зменшують явища ендотоксикозу.

## Представники монобактамів
Першим представником групи монобактамів є азтреонам — природний антибіотик, що виділений з культури Chromobacterium violaceum. Він є єдиним представником групи, що застосовується у клінічній практиці. До групи належать також тігемонам, карумонам та нокардіцин А.

## Фармакокінетика
Монобактами погано всмоктуються в шлунково-кишковому тракті, тому застосовуються парентерально. Біодоступність препаратів становить близько 100%. Монобактами добре розподіляються у більшості тканин і рідин організму. Проникають через гематоенцефалічний бар'єр при запаленні мозкових оболон. Монобактами проникають через плацентарний бар'єр, виділяються в грудне молоко. Препарати метаболізуються в печінці у незначній кількості. Період напіввиведення азтреонаму становить 1,5-2 годин, при печінковій або нирковій недостатності цей час може зростати до 6-8 годин. Виводяться монобактами з організму із сечею в незміненому вигляді.

## Застосування
Монобактами застосовуються при інфекціях, викликаних грамнегативними мікроорганізмами, особливо у ослаблених хворих та у випадку стійкості мікроорганізмів до цефалоспоринів III покоління,аміноглікозидів II-ІІІ покоління та антисиньогнійних пеніцилінів: менінгітах, пневмоніях, бронхіті, сепсисі, інфекціях шкіри і м'яких тканин, інфекціях сечовивідних шляхів. Найбільшу чутливість антибіотики виявляють до Escherichia coli; представників родів Enterobacter, Proteus, Serratia, Morganella, Citrobacter, Providencia, сальмонелли, шиґели, клебсієли, клостридії. До монобактамів нечутливі грампозитивні та анаеробні мікроорганізми.

## Побічна дія
При застосуванні монобактамів можливі такі побічні дії: алергічні реакції — висипання на шкірі, кропив'янка, анафілактичний шок; побічна дія на органи травлення — нудота, блювання, біль у животі, діарея, жовтяниця, гепатит, а також головний біль, запаморочення, безсоння, сплутаність свідомості. При внутрішньовенному введенні можливий флебіт, при внутрішньом'язовому введенні — біль і набряк у місці введення.

## Протипоказання
Протипоказаннями до застосування монобактамів є алергічні реакції до них. Перехресні алергічні реакції з іншими β-лактамними антибіотиками нехарактерні, але при застосуванні азтреонаму відмічалась перехресна алергічна реакція до цефтазидиму. З обережністю монобактами слід застосовувати при вагітності та годуванні грудьми.